# Bears & Eagles Riverfront Stadium
Pour les articles homonymes, voir Riverfront Stadium.
Le Bears & Eagles Riverfront Stadium est un stade de baseball, d'une capacité de 6200 places, situé à Newark, ville de l'État du New Jersey, aux États-Unis. Il est depuis sa construction en 1999 le domicile des Bears de Newark, club de baseball indépendant qui a évolué en Ligue Can-Am jusqu'en 2013, ainsi que des clubs de baseball du campus de Newark de l'Université Rutgers et du New Jersey Institute of Technology.

## Histoire
La construction du stade et la venue d'un club professionnel de baseball en 1999 fait suite à 50 ans d'absence du baseball professionnel dans la ville de Newark. Le stade est baptisé Bears & Eagles en hommage aux anciens Bears de Newark, club de ligue mineure ayant évolué en Ligue internationale, et aux Eagles de Newark, club des ligues nègres ayant évolué en Ligue nationale nègre. Ces deux clubs jouaient au Ruppert Stadium, démoli en 1967.
Le premier match a lieu le 16 juillet 1999, en présence d'anciens joueurs ayant joué dans les formations passées de Newark : Yogi Berra, qui a joué pour les Bears en 1948, ainsi que le receveur Bo Wallace et le lanceur Jim Carter qui ont joué pour les Eagles en 1948.